# 賈登 (印第安納州)
賈登（英語：Jadden）是位於美國印地安納州格蘭特縣的一個非建制地區。該地的面積和人口皆未知。